# Russell Alan Hulse
Russell Alan Hulse (New York, 28 novembre 1950) è un fisico statunitense.
Utilizzando il radiotelescopio di Arecibo, sull'isola di Porto Rico insieme al collega Joseph Hooton Taylor, nel 1974, dopo una ricerca a grande scala sulla rilevazione di pulsar, ne ha scoperte una dozzina che emettono regolari e rapidi fasci di onde radio.
In particolare l'irregolarità nell'emissione radio della pulsar doppia PSR 1913+16 ha portato i due a dedurre che la pulsar ha per compagna una stella alla quale è legata in una stretta orbita.
Tale scoperta ha valso ad entrambi l'attribuzione del Premio Nobel per la fisica nell'anno 1993. Dal 2003 è docente di fisica e matematica presso l'Università del Texas a Dallas.